# AaaaaAAaaaAAAaaAAAAaAAAAA!!! — A Reckless Disregard for Gravity
AaaaaAAaaaAAAaaAAAAaAAAAA!!! – A Reckless Disregard for Gravity (oficjalny skrót: AaAaAA!!!) – komputerowa gra symulacyjna wyprodukowana przez Dejobaan Games i wydana 3 września 2009 na platformę Microsoft Windows. Jej akcja dzieje się w 2011 roku w alternatywnym Bostonie, gdzie gracze wcielają się w skoczków BASE i skacząc z budynków, starają się uzyskać jak najwyższy wynik.

## Rozgrywka
W AaAaAA!!! wcielający się w skoczków BASE gracze skaczą ze szczytu budynku. Widok jest z perspektywy pierwszej osoby i w 3D. Gracze zdobywają punkty, przelatując po drodze w pobliżu obiektów, przebijając się przez różnokolorowe szklane płyty oraz szczęśliwie lądując na spadochronie w wyznaczonej strefie zrzutu. Punkty można otrzymać również za bardzo bliski przelot (tzw. „całowanie”) obok budynków lub innych przeszkód w powietrzu oraz pozostawanie w bliskiej odległości (tzw. „przytulanie”) od tych przeszkód podczas przelotu. Gracze otrzymują dodatkowe punkty za tzw. „nawlekanie igły”, rozpylanie farby na budynkach, wyciąganie kciuków do góry do fanów i wykonywanie niegrzecznych gestów wobec protestujących czy trafienie ptaka w locie. „Przytulanie” i „całowanie” to główne sposoby na powiększenie wyniku. Struktury, przeszkody i obiekty różnią się w zależności od poziomu gry. Na niektórych poziomach znajdują się górskie zbocza, unoszące się lub poruszające się konstrukcje, ptaki czy sztuka abstrakcyjna.
Gracze są oceniani za to, jak dobrze skaczą, i uzyskują tzw. „zęby”, osiągając określone wyniki w skokach. „Zęby” pozwalają graczom odblokować nowe poziomy, przedmioty (w tym np. espresso, które pomaga spowolnić skoki, graffiti do malowania na budynkach czy specjalnie zaprojektowaną rękawicę do pozdrawiania kibiców kciukiem w górę, a protestujących dwoma palcami) oraz inne rzeczy, takie jak medytacje z instruktorem. Najwyższe wyniki mogą być publikowane w internecie na tablicach rekordów. Deweloperzy twierdzą, że gra została zainspirowana skokami BASE we wingsuitach.

## Rozwój gry
Pierwsza wersja gry była prototypem, w którym skakało się ze zbocza góry. Jednym z wyzwań było zbudowanie podstawowej mechaniki rozgrywki, a następnie uproszczenie jej do koniecznych elementów. Następna wersja była opracowana jako spin-off poprzedniej gry, Inago Rage. Inspiracją do rozwoju gry były tytuły, takie jak Alternate Reality: The City, M.U.L.E. czy Koronis Rift.

## Recenzje i rekordy
Gra spotkała się z pozytywnym odbiorem recenzentów, o czym świadczy wynik 81/100 w Metacritic. Gra była także finalistą Independent Games Festival w 2010 roku w kategorii „Excellence in Design”. W 2017 roku Księga rekordów Guinnessa odnotowała rekord gry w użyciu „najdłuższego słowa w tytule komercyjnej gry wideo” (28 znaków).

## Inne wersje
Kolejne wersje powstały we współpracy ze studiem Owlchemy Labs. Ukazały się:
- AaaaaAAaaaAAAaaAAAAaAAAAA!!!for the Awesome! (Aaaaa! for the Awesome!) – semisequel ze wsparciem dla Mac OS i poprawioną grafiką[11]
- AaaaaAAaaaAAAaaAAAAaCULUS (Aaaaaculus!) – wersja z obsługą gogli wirtualnej rzeczywistości Oculus Rift[12]
- AaaaaAAaaaAAAaaAAAAaAAAAA!!! (Force = Mass x Acceleration) – wersja dla urządzeń mobilnych opartych o iOS[13]
- Caaaaardboard! – wersja na platformę wirtualnej rzeczywistości Google Cardboard[14]